# NEW (기업)
NEW(Next Entertainment World)은 대한민국의 영화 투자배급 기업이다. 본사는 서울특별시 강남구 학동로9길 5에 위치해 있다. 대표이사는 김우택이다.

## 종속회사
- 뮤직앤뉴: 음원투자 및 유통업
- 콘텐츠판다: 영상 콘텐츠 부가판권 유통업
- 엔진비주얼웨이브: VFX 사업
- 스튜디오앤뉴: 방송프로그램제작

## 배급 영상물
- 올빼미, 무빙[2]

## 상장
2014년 코스닥 시장에 상장했다

## 참고 문헌
1. ↑  한국IR협의회 기술분석보고서-NEW, 2024.08.01.[깨진 링크(과거 내용 찾기)]
2. ↑  DS투자증권 NEW, 2022.12.20
3. ↑  이경은, KB증권 기업분석 NEW, 2023년 6월 21일